# Ewa Bogucka-Pudlis
Ewa Bogucka-Pudlis (ur. 2 kwietnia 1960 w Pułtusku) – polska artystka malarka i ilustratorka.

## Życiorys
Absolwentka Liceum Plastycznego w Gdyni Orłowie. W latach 1980–1986 studiowała w Państwowej Wyższej Szkole Sztuk Plastycznych w Gdańsku. W 1986 r. uzyskała dyplom z malarstwa w pracowni Kazimierza Śramkiewicza, a w 1987 r. została stypendystką Ministra Kultury i Sztuki. Od 1987 r. uprawia ilustrację książkową. Brała udział w kilkudziesięciu wystawach malarstwa i ilustracji w kraju i za granicą. Związana zawodowo z Trójmiastem. Od 2015 r. mieszka i tworzy w Elblągu.

## Wystawy indywidualne
- 1985 – malarstwo, KMPiK, Gdańsk
- 1986 – malarstwo, Kawiarnia LOT, Gdańsk
- 1986 – malarstwo, Miejski Ośrodek Kultury, Gdynia
- 1987 – malarstwo, Galeria EL, Elbląg
- 1992 – malarstwo, KMPiK, Gdańsk
- 2010 – malarstwo,  „Moja Pohadka”, Karwina, Czechy
- 2010 – ilustracja, Orłowa, Czechy
- 2011 – malarstwo i ilustracja „Czerwony Kapturek”, Muzeum Kuźnictwa i Hutnictwa, Ustroń
- 2012 – ilustracja, Spatium Novum, Elbląg
- 2012 – malarstwo i ilustracja, Miejskie Centrum Kultury w Koninie, Konin
- 2013 – malarstwo, „Spotkania”, Galeria ZUM, Elbląg
- 2013 – malarstwo i ilustracja, Galeria pod Belką, Nidzica
- 2013 – ilustracja,  Miejsko-Gminna Biblioteka Publiczna w Nidzicy, Nidzica
- 2013 – malarstwo,  „Północ-Południe”, ZPAP, Toruń
- 2016 – malarstwo, „Tajemnice” („Die Geheimnisse”), Braunau am Inn, Austria
- 2017 – malarstwo, „Tu i tam”, CSE Światowid, Elbląg
- 2017 – malarstwo, „Realny świat jak ze snu”, Glaza Expo Design, Gdańsk[5]
- 2018 – malarstwo i ilustracja, „Dama z kotkiem”, Malborskie Centrum Kultury i Edukacji Galeria Nova, Malbork
- 2018 – malarstwo, Galeria Art Miś, Elbląg
- 2019 – malarstwo Galeria EL (Galeria Jednego Obrazu), Elbląg

## Wystawy zbiorowe
- 1991 – malarstwo,  Galeria EL (w ramach Salonu Elbląskiego), Elbląg
- 1993 – malarstwo, Galeria EL (w ramach Salonu Elbląskiego), Elbląg
- 2013 – malarstwo, Galeria EL (w ramach Salonu Elbląskiego), Elbląg
- 1987 – malarstwo, Galeria ’85, Gdańsk
- 1998 – malarstwo, Galeria ’85, Gdańsk
- 1991 – malarstwo, Galeria ’85, Gdańsk
- 1998 – malarstwo, Arsenał ’88, Warszawa
- 1988 – malarstwo, "Nadmorskie Spotkania Młodych", BWA Sopot ‘88, Sopot
- 1992 – malarstwo, Galeria Vega, Warszawa
- 2013 – malarstwo, VII Międzynarodowe Biennale Malarstwa i Tkaniny Unikatowej, Muzeum Miasta Gdyni, Gdynia
- 2013 – malarstwo, Festiwal Dużego Formatu, Hoża 51, Warszawa
- 2013 – malarstwo, 27 Salon Elbląski, Galeria EL, Elbląg
- 2019 – malarstwo, 30 Salon Elbląski, Galeria EL, Elbląg

## Projekty okładek i ilustracje
- Jan Brzechwa, Foka, Wydawnictwo „KAMA”, Warszawa 1992, ISBN 83-85497-78-1
- Frances Hodgson Burnett, Tajemniczy ogród, tłum. Zbigniew Batko, Wydawnictwo „KAMA”, Warszawa 1997, ISBN 83-7153-095-1
- Jerzy Dąbrowski, Przeprowadzka, Hubert Grupa Wydawnicza Bertelsmann Media, Warszawa 2002, ISBN 83-7311-473-4
- Jacek Inglot, Niezwykła przygoda mrówki Małgorzaty. Bajka ortograficzna, Świat Książki, Warszawa 1999,  ISBN 83-7227-295-6
- Eric Knight, Lassie wróć!, tłum. Zbigniew Batko,  Wydawnictwo „KAMA”, Warszawa 1995, ISBN 83-7153-041-2
- Kopciuszek, Wydawnictwo EM, Warszawa 2003, ISBN 83-89301-32-6
- Katarzyna Kunert, Aniela Nowak, Poznaję Jezusa. Katechezy dla uczniów klasy 1 szkoły podstawowej, Wydawnictwo L&L, Gdańsk 2000, ISBN 83-88595-00-8, (Drukarnia Wydawnictwo Diecezji Pelplińskiej   „Barnardinum”, Pelplin 2000,  ISBN 83-88487-26-4
- Jack London, Biały Kieł, tłum. Anita Zuchora, Wydawnictwo „KAMA”, Warszawa 1995, ISBN 83-86235-58-6
- Jack London, Zew krwi, tłum. Zbigniew Batko, Wydawnictwo „KAMA”, Warszawa 1995, ISBN 83-86235-79-9
- Lucy Maud Montgomery, Ania z Zielonego Wzgórza, Wydawnictwo „KAMA”, Warszawa 1997, ISBN 83-7153-110-9
- Roman Pisarski, O psie, który jeździł koleją, Wydawnictwo „KAMA”, Warszawa 1995, ISBN 83-86235-57-8
- Bolesław Prus, Pharaoh, tłum.Krzysztof Kasperek, Wydawnictwo Polonia, Warszawa 1991, ISBN 83-7021-055-4
- Henryk Sienkiewicz, W pustyni i w puszczy, Wydawnictwo „KAMA”, Warszawa 1994, ISBN 83-86235-91-8
- Śpiąca królewna, Wydawnictwo EM, Warszawa 2002, ISBN 83-89301-09-1
- Jean Ure, Plaga, tłum. Katarzyna Michalska, Wydawnictwo Novus Orbis, Gdańsk 1997, ISBN 83-85560-46-7
- Natalia Usenko, Danuta Wawiłow, Czerwony Kapturek według Charlesa Perrault, Wydawnictwo „KAMA”, Warszawa 1996, ISBN 83-7153-065-X
- T.H. White, 1. Miecz dla króla. 2. Wiedźma z lasu, seria Był sobie raz na zawsze król, tłum. Jolanta Kozak, Świat Książki, Warszawa 1999, ISBN 83-7227-032-5
- T.H. White, 3. Rycerz spod ciemnej gwiazdy, seria Był sobie raz na zawsze król, tłum. Jolanta Kozak, Świat Książki, Warszawa 1999, ISBN 83-7227-155-0
- T.H. White, 4. Świeca na wietrze. 5. Księga Merlina, seria Był sobie raz na zawsze król, tłum. Jolanta Kozak, Świat Książki, Warszawa 1999, ISBN 83-7227-231-X
- Żabi król, Wydawnictwo EM, Warszawa 2007, ISBN 83-60615-08-9

## Ilustracje na okładce
- Barbara Taylor Bradford, Kariera Emmy Harte 1, tłum. Katarzyna i Piotr Malitowie, Libros Grupa Wydawnicza Bertelsmann Media, Warszawa 2001, ISBN 83-7227-886-5
- Barbara Taylor Bradford, Kariera Emmy Harte 2, tłum. Katarzyna i Piotr Malitowie, Libros Grupa Wydawnicza Bertelsmann Media, Warszawa 2001, ISBN 83-7227-887-3
- Madeleine Brent, Angielska niewolnica, tłum. Joanna Puchalska, Świat Książki, Warszawa 1998, ISBN 83-7129-641-X
- Fiodor Dostojewski, Łagodna. Opowiadanie fantastyczne, tłum. Zbigniew Podgórzec, Wydawnictwo „Książka i Wiedza”, Warszawa 1997, ISBN 83-05-12895-4
- Flora Duley, Balet w kuchni. Ciekawe przepisy kulinarne nie tylko dla tancerzy, tłum. Joanna Berdyn, Wydawnictwo „Książka i Wiedza”, Warszawa 1997, ISBN 83-05-12888-1
- Alexandre Dumas, Trzej muszkieterowie, tłum. Joanna Guze, Świat Książki, Warszawa 2000, ISBN 83-7227-559-9
- Leon Garfield, Jack Holborn, tłum. Katarzyna Michalska, Wydawnictwo Nouvus Orbis, Gdańsk 1997, ISBN 83-85560-53-X
- Elizabeth Powell, Bursztynowa plaża, tłum. Anna Kruczkowska, Libros Grupa Wydawnicza Bertelsmann Media, Warszawa 2000, ISBN 83-7227-464-9
- Elizabeth Powell, Jadeitowa Wyspa, tłum. Elżbieta Zawadowska-Kittel, Libros Grupa Wydawnicza Bertelsmann Media, Warszawa 2000, ISBN 83-7227-636-6
- Elizabeth Powell, Jesienny kochanek, tłum. Joanna Puchalska, Libros Grupa Wydawnicza Bertelsmann Media, Warszawa 2001, ISBN 83-7227-974-8
- Elizabeth Powell, Perłowa zatoka, tłum. Bożena Krzyżanowska, Libros Grupa Wydawnicza Bertelsmann Media, Warszawa 2000, ISBN 83-7227-684-6
- Elizabeth Powell, Rubinowe bagna, tłum. Bożena Krzyżanowska, Libros Grupa Wydawnicza Bertelsmann Media, Warszawa 2001, ISBN 83-7227-944-6
- Elizabeth Powell, Zauroczeni, tłum. Rafał Lisiński, Libros Grupa Wydawnicza Bertelsmann Media, Warszawa 2000, ISBN 83-7227-864-4
- Elizabeth Powell, Zimowy ogień, tłum. Janusz Skowron, Libros Grupa Wydawnicza Bertelsmann Media, Warszawa 2000, ISBN 83-7227-012-0
- Maria Rodziewiczówna, Dewajtis, Wydawnictwo „Książka i Wiedza”, Warszawa 1995, ISBN 83-05-12735-4
- Maria Rodziewiczówna, Lato leśnych ludzi, Wydawnictwo „Książka i Wiedza”, Warszawa 1995, ISBN 83-05-12734-6
- Martha Sandwall-Bergström, Gunilla z Kwietnej Górki. Saga o Gunilli, Tom 1, tłum. Anna Marciniakówna, Wydawnictwo Novus Orbis, Gdańsk 1997, ISBN 83-85560-38-6
- J.M. Taylor, Oaza Księżyca, Oficyna Wydawnicza „Graf”, Gdańsk 1993, ISBN 83-85130-98-5
- Zygmunt Wojdyło, Pionowe nieba, Wydawnictwo DJ, Gdańsk 2006, ISBN 83-87227-63-3